# Jean-Pierre Althaus

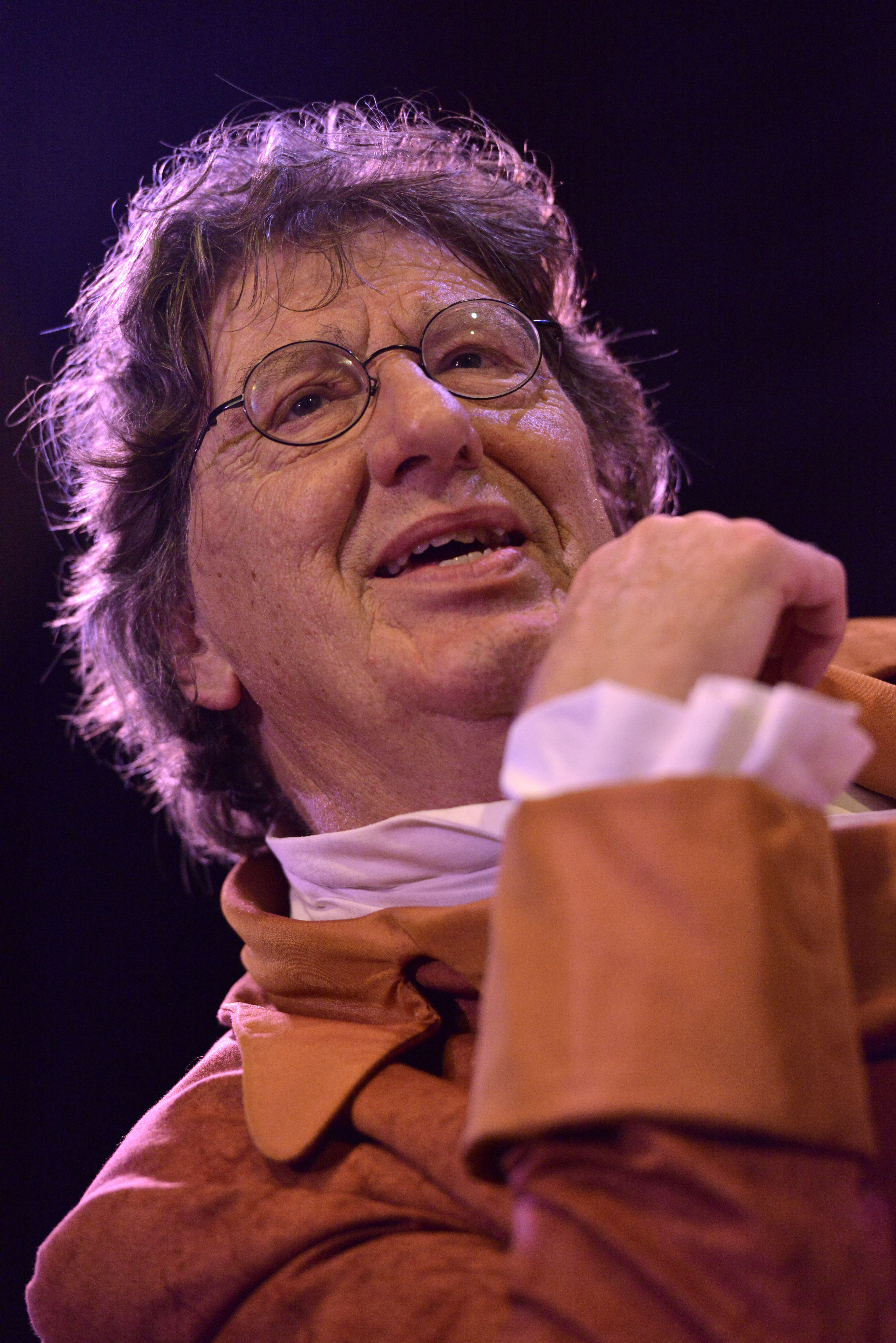
Jean-Pierre Althaus (2015)

Jean-Pierre Althaus (* 22. Mai 1949 in Genf) ist ein Schweizer Schriftsteller, Schauspieler und Theaterleiter. Er ist Gründer und Direktor des Théâtre l'Octogone in Pully.

## Leben und Werk
Althaus begann 1971 als Schüler von Germaine Tournier, dann von Philippe Mentha, seine Karriere als Schauspieler am Carouge Theatre unter der Leitung von François Simon, dessen Assistent er auch war. Seitdem hatte er regelmässig verschiedene Rollen auf Bühnen im französischsprachigen Teil der Schweiz. Er hat über fünfzig Shows aufgeführt, auch ist er Autor von achtzehn Stücken und acht Büchern.
1975 nahm er als Schauspieler an einer französischen Kreation von Météore von Friedrich Dürrenmatt nach einer unveröffentlichten Übersetzung von Marcel Aymé am Théâtre de La Comédie in Genf teil. 1989 schrieb ihm der Singer-Songwriter Michel Bühler die Rolle des Gerichtsvollziehers Gessler in Die wahre Geschichte von William Tell. 1989 eröffnete er mit seiner Komödie Cinderella is a poufiasse erneut das Café Théâtre de la Voirie in Pully. Auf Wunsch der Stadt Pully schrieb und schuf er 2003 auf der Bühne des Achtecks ein Stück mit dem Titel Le Vert de Desmoulins, ça ira!, das das 200-jährige Bestehen des Kantons Waadt feiern soll. 2005 hatte er die Titelrolle im Film Die Abenteuer im Osten von Baron Tavernier des Regisseurs Philippe Nicolet inne. 2009 schuf er anlässlich des 30-jährigen Jubiläums des Octagon seine erste Einzelausstellung mit dem Titel Der Höhepunkt der Show ist in der Toolbox, 2012 seine zweite mit dem Titel Heidi Baba und die vierzig Jodler. In der Zwischenzeit inszenierte er 2011 Die zwei fielen auf den Kopf, ein Stück aus mehreren humorvollen Skizzen, das für die Schauspielerin Khany Hamdaoui und ihn geschrieben wurde. 2014 tourte er mit Anna Mouglalis in Un Voyage des französischen Regisseurs Samuel Benchetrit. In Begleitung der Musiker Marina Paglieri und Soojin Lee veranstaltete er 2015 eine vierte Show über Rousseau und Voltaire mit dem Titel Die Gedanken sind nicht nur Blumen. Im selben Jahr wurde Néfertiti et Gominet, ihre Komödie für die Schauspielerin Maria Mettral, in Montreux uraufgeführt. 2016 interpretierte er die Rolle des Caius in dem 3D-Film von Philippe Nicolet.
2017 schuf er mit der Geigerin Rachel Kolly d’Alba im Rahmen des Festivals Le Livre sur les quais in Morges sein Stück über die Heldinnen der klassischen Literatur Anna, Nana, Nanana. Dieser Monolog ist Gegenstand einer filmischen Adaption mit dem Titel Les Hérosnes swarm, le Comte affabule, einem Film, der 2018 im Rahmen des Château de L'Isle unter der Regie von Jean-Paul Daguzan gedreht wurde.
Er wurde 1979 zum Administrator der kulturellen und künstlerischen Förderung in Pully ernannt, dann vom 1. Mai 1979 bis zum 31. Dezember 2010 zum Direktor des Théâtre de l'Octogone und von 1988 bis 2010 zum Leiter der Abteilung für kulturelle Angelegenheiten der Stadt Pully. Vier Jahre lang arbeitete er auch in der Theaterabteilung der Tageszeitung 24 heures.
2002 erschien sein erster Roman „Le mystère de Sétépen-Rê“ bei Éditions Séguier und im selben Jahr „L'Homme est un loup pour l'ogre“ eine mit Anekdoten angereicherte Geschichte des zeitgenössischen Schweizer Theaters. Er schrieb eine Biografie von Emmanuelle Seigner, diverse Aufsätze und zwei Komödien.

## Auszeichnungen
- 2010: Ritter des Ordens der Künste und Literatur.

## Theaterauftritte
- 1970 Simple police unter der Regie von André Béart-Arosa
- 1975 La Pêche Miraculeuse unter der Regie von Pierre Matteuzzi
- 1977 Les Années d'illusion unter der Regie von Pierre Matteuzzi
- 1980 Les Dames de Coeur unter der Regie von Paul Siegrist
- 1987 Florence et la vie de château unter der Regie von Jean-Jacques Tarbes
- 1989 La Véritable Histoire de Guillaume Tell unter der Regie von Serge Minkoff
- 2000 Le Signe de Onze heure, unter der Regie von Philippe Nicolet
- 2003 Le Prisonnier de Chillon, unter der Regie von Jean-Philippe Weiss
- 2005 Les Aventures en Orient du Baron Tavernier unter der Regie von Philippe Nicolet
- 2011 Confidences et Sentiments unter der Regie von Gianni Notaro
- 2014 Un Voyage unter der Regie von Samuel Benchetrit
- 2016 L'Esclave et le Hibou unter der Regie von Philippe Nicolet

## Schriften
- Voyage dans le théâtre. Favre 1983.
- Ecrire à Pully. Pully 1991
- Elle a du chien, Mademoiselle Baskerville Editions L'Aire 1992.
- Du Barnum chez Burne ou les Amants de l'Arène. Editions L'Âge d'Homme 1992.
- Le Mystère de Sétépen-Ré. Séguier Archimbaud 2002.
- L'Homme est un loup pour l'ogre. Séguier 2002.
- mit Michel Archimbau: Mitsou, histoire d'un chat. Editions Les Belles Lettres 2004.
- Emmanuelle Seigner, cinéma, théâtre, mode et chanson. Favre 2014. ISBN 978-2-82891-459-2
- Envoûtantes héroïnes, le destin fascinant des grandes figures féminines de la littérature. Favre 2019. ISBN 978-2-82891-810-1